# Municipio de Straldzha
El municipio de Straldzha (búlgaro: Община Стралджа) es un municipio búlgaro perteneciente a la provincia de Yámbol.
En 2011 tiene 12 781 habitantes, de los cuales el 77,19% son búlgaros, el 18,8% gitanos y el 1,89% turcos. Su capital es Straldzha, donde vive algo menos de la mitad de la población municipal.
Se ubica en el noreste de la provincia. Por su término municipal pasa la carretera A1, que une Yámbol con Burgas.

## Pueblos
Junto con la capital municipal Straldzha hay 21 pueblos en el municipio:
| - Alexándrovo - Atólovo - Bogórovo - Vodeníchane - Voinika - Dzhinot - Zímnitsa - Írechekovo - Kámenets - Leyárovo - Lózenets | - Liulin - Malénovo - Nedialsko - Palaúzovo - Poliana - Právdino - Purvenets - Saransko - Tamárino - Charda |